# Добрые крышечки
«Добрые крышечки» — российский эколого-благотворительный волонтёрский проект в области раздельного сбора мусора.
Основной деятельностью проекта с 2016 года является сбор бутылочных завинчивающихся крышечек из твёрдого пластика от питьевых продуктов. Проект имеет множество международных аналогов.

## Концепция
Миллиарды пластиковых бутылочных крышек используются и выбрасываются ежегодно. Миллионы таких крышек собираются каждый год волонтерами всего мира с благотворительными целями. Ручной сбор крышечек обусловлен сложностью их автоматизированного сбора ввиду малого размера. Крышки собирают дома, в подъездах домов и на предприятиях. Контейнеры «Добрые крышечки» для сбора крышек выставляются на улицах и в магазинах.

### Экология
Сбор пластиковых крышечек осуществляется в свете их высокой экологической значимости. Переработка пластика снижает вредные выбросы в окружающую среду и способствует улучшению экологической обстановки. Выбор данного материала связан с его потенциальной опасностью для окружающей среды при неправильной обработке. Чистые подходящие крышечки собираются в пунктах приема, после чего доставляются на завод для переработки.

### Благотворительность
Собранные средства направляются на приобретение инвалидных колясок и других средств передвижения для детей с особенностями развития, воспитывающихся в приемных семьях, для изготовления школьных скамеек.

### Воспитание
Сбор крышечек стимулирует коммуникацию, принятие решений и обогащает знания участников о видах пластика, процессах переработки и принципах экологии. Для этого создаются воспитательные пособия для рукоделия и музыкальные программы, среди которых The Bottle Cap Kids, используемые компанией Disney World. Кампании по сбору пластиковых бутылочных крышек доказали высокий процент запоминаемости среди участников. Проект используется для позитивной социализации детей и для экологического просвещения в ВУЗах.

## Формы

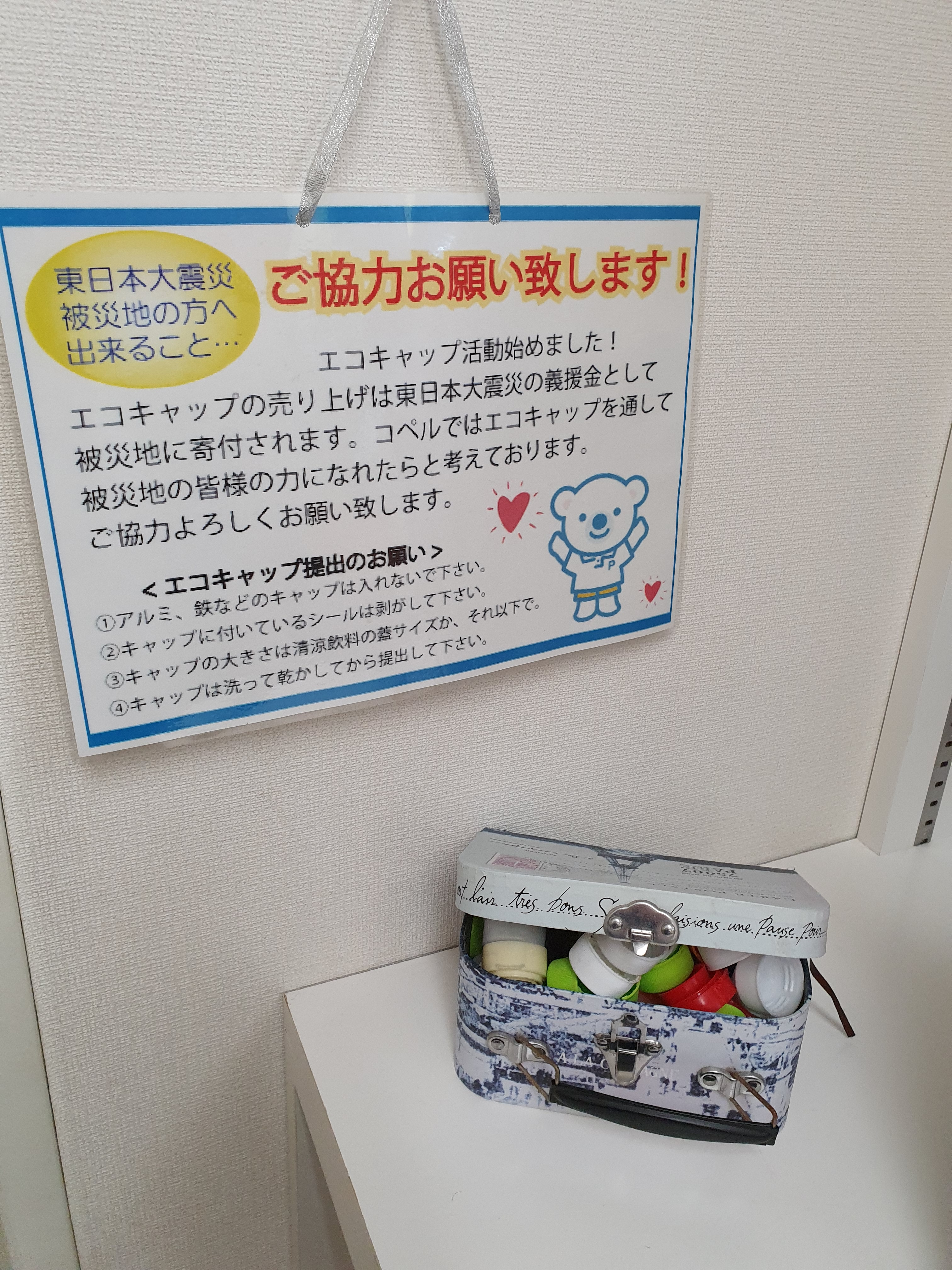
Благотворительный сбор пластиковых крышек, Япония, 2021 год

### В России
Проект «Добрые крышечки» запущен в декабре 2016 года в России, стал самым массовым из подобных и объединяет общественное движение «Добрые крышечки» и благотворительный фонд «Волонтеры в помощь детям-сиротам». В различных регионах России существуют аналогичные проекты по сбору крышечек с различными названиями, направляющими средства на благотворительные нужды, создаются накопители для крышечек. Например, в Санкт-Петербурге — «Крышечки доброты», в Саратове — «Водорослям крышка». К 2020 году проект собирал до 8 тонн крышек в месяц. За время проекта собрано 800 тонн материалов для вторичной переработки.

### Международные проекты
Варианты проекта по утилизации пластиковых бутылочных крышек существуют во многих странах мира. Среди них — Green Kids Now и Bottle Caps to Benches в США, программа переработки пластиковых бутылочных крышек Reuse and Recycle в Канаде и программа сбора пластиковых крышечек в Испании. В 2010 году сбор крышечек для покупки инвалидных колясок в Ливане и мероприятия 2022 года по сбору 1 миллиона крышечек в Коннектикуте в США привлекли партнёрство ЮНЕСКО.